# Australasiatiska medelhavet
Australasiatiska medelhavet kallas den del av Stilla havet som ligger mellan Asien och Australien. Det består av en mängd mindre hav med en stor mängd större (mellan haven) och mindre (i haven) öar.

## Avgränsning
Havet avgränsas av:
- ön Taiwan, Filippinerna, Moluckerna, Nya Guinea, Kap York och Kap Talbot i Australien
- Timor och Sundaöarna
- Singapore på Malackahalvön och det asiatiska fastlandet.

Ibland räknas även Andamansjön in.
Det största av delhaven är Sydkinesiska havet. Andra delhav är (i söder) Arafurasjön, Timorsjön, Sawusjön, Floressjön och Javasjön, (i nordöst) Halmaherasjön, Seramsjön och Molucksjön samt (i norr) Sulawesisjön, Sulusjön, Boholsjön, Visayasjön, och Sibuyasjön. Dessutom finns en stor mängd vikar och sund.
Havet räknas som del av Stilla havet, genom att sunden ut mot resten av Stilla havet är bredare och släpper igenom mer vatten, än motsvarande sund mot Indiska oceanen.

## Karaktär
Australasiatiska medelhavet sträcker ut sig längs med "landbryggan" mellan Asiens fastland och Nya Guinea/Australien. Delar av havet består till stora delar av vidsträckta kontinentalsocklar (bland annat sydvästra Sydkinesiska havet och Javasjön, liksom Arafurasjön och Carpentariaviken). Dessa områden har helt eller delvis legat ovan havsytans nivå under delar av de gångna istiderna; därmed underlättades folkvandringar och spridning av olika djurarter. Andra delar av området består främst av djuphav (främst i öster, med Bandagravens 7 440 m u.h. i Bandasjön som största djup).

Wallacelinjen skär genom området.

Området är en möteszon mellan flera kontinentalplattor, och den djupa Bandagraven i öster ligger i en subduktionszon mellan två sådana plattor. Dessutom finns i området en stor mängd aktiva vulkaner. Vid sidan av Sydkinesiska havet inramas större delen av Australasiatiska medelhavet av Indonesiens övärld. Det landet räknas politiskt och geografiskt till Asien, medan den botaniska och zoologiska gränsen mellan väst och öster ofta placeras rakt igenom Indonesien – längs med Wallacelinjen. Denna linje skiljer också grunda hav i väster från djupa (och därför genom historien mer svåråtkomliga) hav i öster.

## Etymologi
Havet har fått sitt namn efter benämningen Australasien. Det är ett medelhav, det vill säga ett hav som ligger mellan (större) landmassor.